# Collyrites
Collyrites is een geslacht van uitgestorven zee-egels, en het typegeslacht van de familie Collyritidae.

## Soorten
- Collyrites bicordata (Leske, 1778) †
- Collyrites dorsalis L. Agassiz, 1847 †
- Collyrites segestina Checchia-Rispoli, 1940 †
- Collyrites tuarkyrensis Poretskaya, 1968 †